# Burg Kururi
Die Burg Kururi (japanisch 久留里城, Kururi-jō) befindet sich in der Stadt Kimitsu in der Präfektur Chiba. In der Edo-Zeit residierten dort zuletzt die Kuroda als kleinere Fudai-Daimyō.

## Burgherren in der Edo-Zeit
- Ab 1601 die Tsuchiya mit einem Einkommen von 20.000 Koku,
- ab 1742 die Kuroda mit 30.000 Koku.

## Geschichte
Im Jahr 1456 baute Takeda Nobunaga (武田信長) die erste Burg Kururi. Später errichtete Satomi Yoshitaka (里見 義堯; 1512–1574)  auf den Bergrücken östlich und südlich davon 1537 eine  Burg, die er Neu-Kururi (新久留里城, Shin-Kururi-jō) nannte und als Residenz nutzte. Im Südwesten bildete der Fluss Obitsugawa eine natürliche Verteidigungslinie. Aber 1578 verließ der damalige Burgherr, Satomi Yoshiyori (里見 義頼; 1555–1586) die Burg und zog in die Provinz Awa, wobei er sie mit einem Vertreter besetzte.
Nachdem Tokugawa Ieyasu 1590 die Kantō-Provinzen übernommen hatte, wurden die Ōsuka (大須賀) und danach die Tsuchiya Burgherren. Nachdem die Tsuchiya 1679 versetzt worden waren, wurde die Burg für längere Zeit nicht genutzt und verfiel. Dann erhielten die Kuroda 1742 den Ort und stellten die Burg wieder her. Sie blieben dann Burgherren bis zur Meiji-Restauration 1868.

## Die Anlage
Die Burg lag auf einem sich gabelnden Bergrücken, der sich von Südwest nach Nordost erstreckte. Auf dem höchsten Punkt war der innerste Burgbereich, das Hommaru (本丸) angelegt, dem nach Südwesten der zweite  Burgbereich, Ni-ni-maru (二の丸) vorgelagert war. Das Hommaru wurde durch den Hadano-Vorbereich (波多野曲輪, Hadano-kuruwa) und den Tenshin-Vorbereich (天神曲輪, Tenshin-kuruwa) geschützt. Das Ni-no-maru war flankiert vom Yakushi-Vorbereich (薬師曲輪, Yakshi-kuruwa). Weiter gab es den Amida-Vorbereich (阿弥陀曲輪, Amida-kuruwa). Am Fuße der Anhöhe erstreckte sich der dritte Burgbereich, das San-no-maru (三の丸).
Nach 1868 wurde die Burg weitgehend abgerissen, das zentrale Burggebiet ist heute öffentlicher Park. Reste der Burganlage samt den Vorburgen sind jedoch erhalten. 1979 wurde im Hommaru ein Burgturm (天守, tenshu) errichtet und im Ni-no-maru ein Gebäude, das  Informationen zur Burg beherbergt. Das San-no-maru ist teils Wohngebiet teils Feld geworden.